# Nyodes sophiae
Nyodes sophiae är en fjärilsart som beskrevs av François Louis Nompar de Caumont de Laporte 1970. Nyodes sophiae ingår i släktet Nyodes och familjen nattflyn. Inga underarter finns listade i Catalogue of Life.